# District d'Imphal oriental
Le district de Imphal oriental est un district de l'état du Manipur, en Inde.

## Géographie
Au recensement de 2011, sa population compte 452 661 habitants.
Son chef-lieu est la ville de Porompat. 